# Sébé
Sébé är ett vattendrag i Gabon, ett biflöde till Ogooué. Det rinner genom provinserna Haut-Ogooué och Ogooué-Lolo, i den centrala delen av landet, 400 km öster om huvudstaden Libreville.